# Cantone di Lanta
Il Cantone di Lanta era una divisione amministrativa dell'Arrondissement di Tolosa.
A seguito della riforma approvata con decreto del 13 febbraio 2014, che ha avuto attuazione dopo le elezioni dipartimentali del 2015, è stato soppresso.

## Composizione
Comprendeva 10 comuni:
- Aigrefeuille
- Aurin
- Bourg-Saint-Bernard
- Lanta
- Lauzerville
- Préserville
- Sainte-Foy-d'Aigrefeuille
- Saint-Pierre-de-Lages
- Tarabel
- Vallesvilles